# Centrino

Centrino-Logo

Altes Centrino-Logo

Centrino (oder Centrino Mobile Technology) ist eine Marke, die sämtliche Notebook- sowie Mobile-Internet-Device-Plattformen umfasst, welche auf Hardware aus dem Hause Intel basieren. Sie bezeichnet Kombinationen aus Prozessor, Mainboard-Chipsatz und WLAN.
Centrino ist ein Kunstwort, das sich aus den englischen Begriffen „centre“ und „neutrino“ zusammensetzt.
Neben der eigentlichen Centrino-Plattform gibt es die Varianten Centrino Duo für Systeme mit Doppelkernprozessoren und Centrino Atom mit einem Intel-Atom-Prozessor. Zudem gibt es Centrino Pro für Business-Systeme.
Wie der Intel Pentium M, auf dem die Centrino-Plattform ursprünglich aufbaut, stammt diese Entwicklung aus Intels Forschungs- und Entwicklungszentrum in Haifa, Israel.

## Intel Centrino
| Wireless LAN                           | Chipset    | Centrino           | Processor                              | Codename     | Release Date | Process Technology | Microarchitecture  |
| Intel PRO/Wireless 2100                | 800 Series | Carmel             | Intel Pentium M                        | Banias       | 2003         | 130 nm             | Intel P6           |
| Intel PRO/Wireless 2200                | 800 Series | Carmel             | Intel Pentium M                        | Dothan       | 2004         | 90 nm              | Intel P6           |
| Intel PRO/Wireless 2200                | 900 Series | Sonoma             | Intel Pentium M                        | Dothan       | 2005         | 90 nm              | Intel P6           |
| Intel PRO/Wireless 2915                | 900 Series | Sonoma             | Intel Pentium M                        | Dothan       | 2005         | 90 nm              | Intel P6           |
| Intel PRO/Wireless 3945                | 900 Series | Napa               | Intel Core Duo/Solo                    | Yonah        | 2006         | 65 nm              | Intel P6           |
| Intel PRO/Wireless 4965                | 900 Series | Napa Refresh       | Intel Core 2 Duo/Solo                  | Merom        | 2006         | 65 nm              | Intel Core         |
| Intel Wireless WiFi Link 4965          | 900 Series | Santa Rosa         | Intel Core 2 Duo                       | Merom        | 2007         | 65 nm              | Intel Core         |
| Intel Wireless WiFi Link 4965          | 900 Series | Santa Rosa Refresh | Intel Core 2 Duo                       | Penryn       | 2008         | 45 nm              | Intel Core         |
| Intel WiFi Link 5100                   | 4 Series   | Montevina          | Intel Core 2 Duo                       | Penryn       | 2008         | 45 nm              | Intel Core         |
| Intel WiMAX/WiFi Link 5150             | 4 Series   | Montevina          | Intel Core 2 Duo                       | Penryn       | 2008         | 45 nm              | Intel Core         |
| Intel Ultimate N WiFi Link 5300        | 4 Series   | Montevina          | Intel Core 2 Duo                       | Penryn       | 2008         | 45 nm              | Intel Core         |
| Intel WiMAX/WiFi Link 5350             | 4 Series   | Montevina          | Intel Core 2 Duo                       | Penryn       | 2008         | 45 nm              | Intel Core         |
| Intel Centrino Wireless-N 1000         | 5 Series   | Calpella           | Intel Core i7/i7 Extreme Edition       | Clarksfield  | 2009         | 45 nm              | Intel Nehalem      |
| Intel Centrino Advanced-N 6200         | 5 Series   | Calpella           | Intel Core i3/i5/i7                    | Arrandale    | 2010         | 32 nm              | Intel Nehalem      |
| Intel Centrino Advanced-N + WiMAX 6250 | 5 Series   | Calpella           | Intel Core i3/i5/i7                    | Arrandale    | 2010         | 32 nm              | Intel Nehalem      |
| Intel Centrino Ultimate-N 6300         | 5 Series   | Calpella           | Intel Core i3/i5/i7                    | Arrandale    | 2010         | 32 nm              | Intel Nehalem      |
| Intel Centrino Wireless-N 1000         | 6 Series   | Huron River        | Intel Core i3/i5/i7/i7 Extreme Edition | Sandy Bridge | 2011         | 32 nm              | Intel Sandy Bridge |
| Intel Centrino Wireless-N 1030         | 6 Series   | Huron River        | Intel Core i3/i5/i7/i7 Extreme Edition | Sandy Bridge | 2011         | 32 nm              | Intel Sandy Bridge |
| Intel Centrino Advanced-N + WiMAX 6150 | 6 Series   | Huron River        | Intel Core i3/i5/i7/i7 Extreme Edition | Sandy Bridge | 2011         | 32 nm              | Intel Sandy Bridge |
| Intel Centrino Advanced-N 6205         | 6 Series   | Huron River        | Intel Core i3/i5/i7/i7 Extreme Edition | Sandy Bridge | 2011         | 32 nm              | Intel Sandy Bridge |
| Intel Centrino Advanced-N 6230         | 6 Series   | Huron River        | Intel Core i3/i5/i7/i7 Extreme Edition | Sandy Bridge | 2011         | 32 nm              | Intel Sandy Bridge |
| Intel Centrino Advanced-N + WiMAX 6250 | 6 Series   | Huron River        | Intel Core i3/i5/i7/i7 Extreme Edition | Sandy Bridge | 2011         | 32 nm              | Intel Sandy Bridge |
| Intel Centrino Ultimate-N 6300         | 6 Series   | Huron River        | Intel Core i3/i5/i7/i7 Extreme Edition | Sandy Bridge | 2011         | 32 nm              | Intel Sandy Bridge |
| Intel Centrino Ultimate-N 6300         | 7 Series   | Chief River        | Intel Core i3/i5/i7/i7 Extreme Edition | Ivy Bridge   | 2012         | 22 nm              | Intel Sandy Bridge |
| Intel Centrino Advanced-N 6235         | 7 Series   | Chief River        | Intel Core i3/i5/i7/i7 Extreme Edition | Ivy Bridge   | 2012         | 22 nm              | Intel Sandy Bridge |
| Intel Centrino Advanced-N 6205         | 7 Series   | Chief River        | Intel Core i3/i5/i7/i7 Extreme Edition | Ivy Bridge   | 2012         | 22 nm              | Intel Sandy Bridge |
| Intel Centrino Wireless-N 2230         | 7 Series   | Chief River        | Intel Core i3/i5/i7/i7 Extreme Edition | Ivy Bridge   | 2012         | 22 nm              | Intel Sandy Bridge |
| Intel Centrino Wireless-N 2200         | 7 Series   | Chief River        | Intel Core i3/i5/i7/i7 Extreme Edition | Ivy Bridge   | 2012         | 22 nm              | Intel Sandy Bridge |
| Intel Centrino Wireless-N 135          | 7 Series   | Chief River        | Intel Core i3/i5/i7/i7 Extreme Edition | Ivy Bridge   | 2012         | 22 nm              | Intel Sandy Bridge |
| Intel Centrino Wireless-N 105          | 7 Series   | Chief River        | Intel Core i3/i5/i7/i7 Extreme Edition | Ivy Bridge   | 2012         | 22 nm              | Intel Sandy Bridge |
| Intel Centrino                         | 8 Series   | Shark Bay          | Intel Core i3/i5/i7/i7 Extreme Edition | Haswell      | 2013         | 22 nm              | Intel Haswell      |
| Intel Centrino                         | 9 Series   | ?                  |                                        | Broadwell    | 2014         | 14 nm              | Intel Haswell      |

## Konzept
Beim Centrino stammen der Prozessor, der Mainboard-Chipsatz und das WLAN-Modul von Intel selbst und sind innerhalb einer Generation der Plattform identisch oder zumindest vollständig zueinander kompatibel. Hierdurch wird die Zahl der leistungsrelevanten technischen Variablen an einem Notebook-System deutlich reduziert.

### Prozessor
Als Prozessor diente bei Centrino bei Markteinführung der Pentium M, der speziell für Notebooks entwickelt wurde, da dessen Desktop-Counterpart Pentium 4 viel zu energiehungrig war. Neuere Versionen basieren auf Core-Prozessoren verschiedener Generationen.
Speziell seinerzeit als Centrino Duo vermarktete Systeme basieren auf dem Core Duo oder Core 2 Duo. Für Centrino Atom war der Atom-Prozessor vorgesehen.
Ansonsten baugleiche Notebooks (aus Kostengründen jedoch meist auch mit anderen WLAN-Modulen) mit Celeron-Prozessoren erhalten von Intel keine Lizenz die Marke Centrino zu benutzen.

### Chipsatz
Die Hauptkomponente jeder Generation ist der verwendete Chipsatz. Dieser verändert sich innerhalb der Generation nicht, es existieren jedoch teilweise mehrere Varianten für unterschiedliche Anforderungen an Energieverbrauch sowie Varianten mit und ohne integrierte Grafikeinheit.

### WLAN

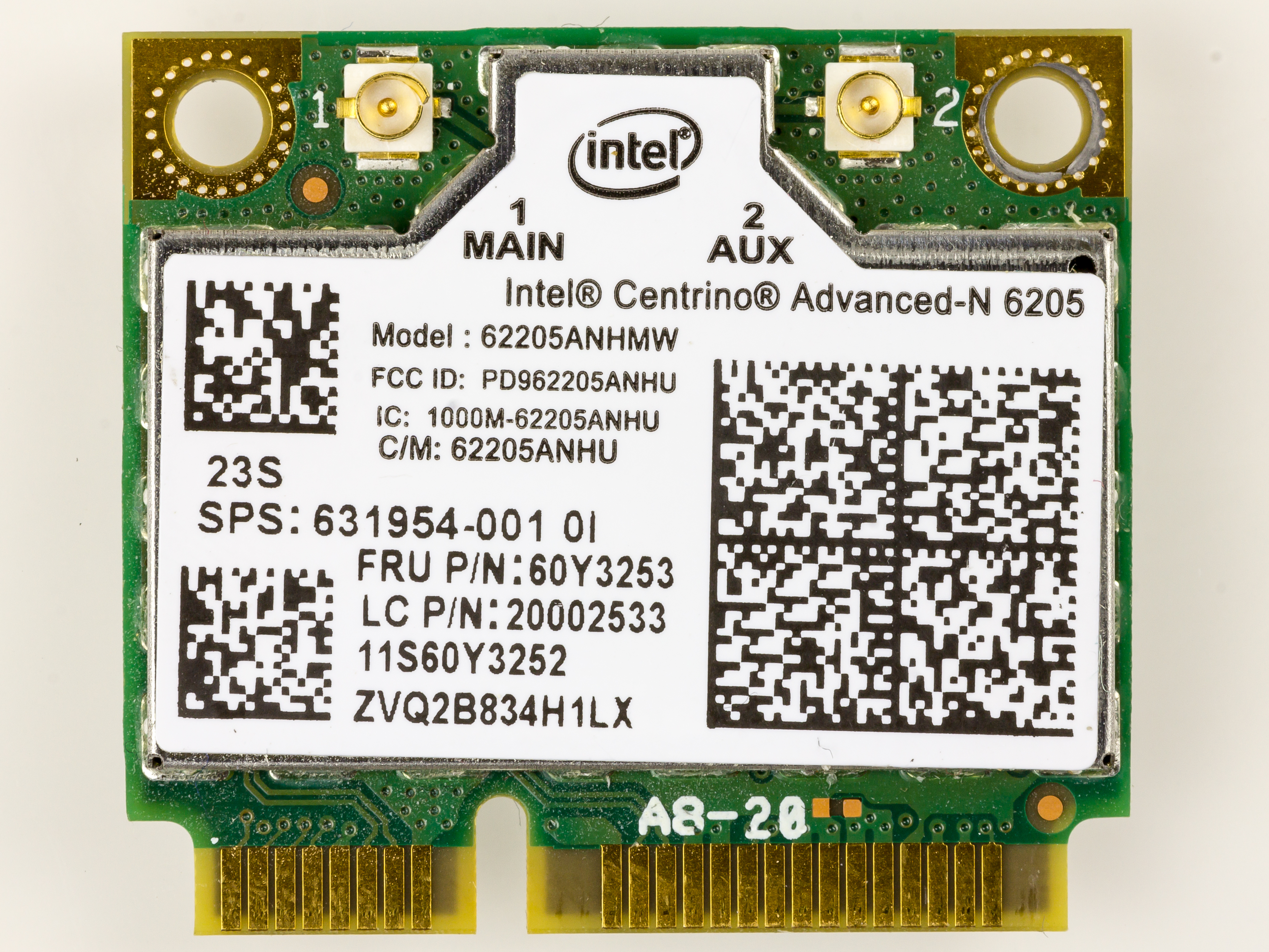
Intel Centrino Advanced-N 6205

Die verwendeten WLAN-Module stammen ebenfalls von Intel selbst, sind aber nicht fest an eine Generation gebunden. Es gibt also Notebooks mit nach den hiesigen Angaben nicht übereinstimmenden WLAN-Modulen.

### Grafikeinheit
Zu allen Centrino-Generationen gehört auch eine in den Chipsatz integrierte Grafikeinheit, diese ist aber nicht zwingend Bestandteil eines Centrino-Systems.

## Generationen: Centrino/Centrino Duo

### Carmel
Die erste Centrino-Generation wurde 2003 vorgestellt und trägt den Codenamen Carmel. Der verwendete Chipsatz ist hierbei der Intel 855. Dieser erlaubt einen Front Side Bus (FSB) von 100 MHz (FSB 400), wegen dessen zumeist ein Pentium M auf Banias-Basis eingesetzt wird. Zuletzt waren aber auch spezielle FSB400-Versionen des Dothan-Kerns im Einsatz, der einen größeren L2-Cache besitzt. Als WLAN-Modul kommen üblicherweise Intel PRO/Wireless 2100B (IEEE 802.11b) oder seltener PRO/Wireless 2100AB (IEEE 802.11ab) mit 11 MBit Transferrate zum Einsatz, was Intel zum Ende einige Kritik einbrachte, da die Konkurrenz bereits IEEE 802.11g-Chips (also 54 MBit) anbieten konnte.
Aufgrund ihrer hohen Energieeffizienz, insbesondere mit ihrer dynamischen Prozessortaktung, wurden mit Carmel in Sachen Batterielaufzeit neue Maßstäbe gesetzt. Ein Vertreter der Carmel-Generation ist etwa der HP Compaq TC1100-Tablet-PC.

### Sonoma
Die 2005 vorgestellte zweite Centrino-Generation trägt den Codenamen Sonoma. Sie setzt sich zusammen aus dem Intel 915 Express-Chipsatz mit 133 MHz FSB (FSB 533), dem Pentium M-Mobilprozessor aus der Dothan-Serie und einem Intel PRO/Wireless 2200BG oder 2915ABG Wireless-Adapter. Der Intel 915 Chipsatz unterstützt gegenüber dem Vorgänger viele neue Standards (DDR2, PCI Express und SATA). Die optionale integrierte Grafikeinheit GMA 900 kann bis zu 128 MB vom Arbeitsspeicher als Grafikspeicher abzweigen. Zusätzlich wird durch die neuen WLAN-Adapter neben dem 802.11b Standard auch der 802.11g-Standard unterstützt. Ein Vertreter der Sonoma-Generation wäre beispielsweise das Toshiba Satellite M70-Notebook.

### Napa

Logo von Centrino Duo (Napa)

Die dritte Centrino-Generation aus dem Jahr 2006 trägt den Codenamen Napa. Unter anderem kommt nun der Intel Mobile 945 Express-Chipsatz zum Einsatz, der den Mobilprozessor Intel Core Solo auf Yonah-Basis oder den Core 2 Solo auf Merom-Basis ansteuert. Die Napa-Plattform ermöglicht auch den Einsatz der Doppelkernprozessoren Core Duo oder Core 2 Duo – diese Kombination wurde letztlich auch als Centrino Duo vermarktet. Bei dieser Plattform wurde der FSB auf 166 MHz (FSB 667) erhöht und die Virtualisierungstechnik Intel VT wurde eingeführt. Die GMA-950-Grafik kann bis zu 256 Megabyte vom Arbeitsspeicher für sich beanspruchen. Als Wireless-Modul dienen Intel PRO/Wireless 3945abg oder 3965abg.

### Santa Rosa

Logo von Centrino Duo (Santa Rosa)

Die vierte Generation, nur noch als Centrino Duo, ist unter dem Namen Santa Rosa bekannt. Sie wurde am 9. Mai 2007 vorgestellt. Erste Notebooks mit der neuen Plattform kamen Ende Mai 2007 in den Handel. Als Chipsatz dient hier der Intel Mobile 965 Express-Chipsatz, der einen Front Side Bus von 200 MHz (FSB 800) besitzt, diesen aber bei geringer Prozessorlast auf 100 MHz (FSB400) reduzieren kann. Als Prozessor dienen die Core-2-Prozessoren mit Codenamen Merom und Penryn. Als Grafikeinheit dient der GMA X3100, für WLAN dient der Intel PRO/Wireless 4965AGN IEEE 802.11 a/b/g/n mini-PCIe WiFi-Adapter.
Eine grundlegende Neuerung ist ein unter dem Namen Robson entwickelter Flash-Speicher, der als großer und schneller Festplatten-Cache dienen soll.
Die „Santa Rosa“-Plattform wird wiederum in zwei Varianten vermarktet: Die Business-Linie nennt sich Centrino Pro und bietet zusätzliche Sicherheits- und Netzwerkverwaltungs-Funktionen. Die normale, überwiegend für Heimanwender gedachte Linie trägt weiterhin die bekannte Bezeichnung Centrino Duo.

### Montevina / Centrino 2

Neues Logo von Centrino 2

Altes Logo von Centrino 2

Unter dem Namen Centrino 2 (früher: Montevina) startete am 15. Juli 2008 die fünfte Centrino-Generation. Sie beinhaltet die Beschleunigung des FSB auf 266 MHz (FSB 1066), die Unterstützung von DDR3-SDRAM mit bis zu 1.066 MHz, reduzierter Stromverbrauch (durch Fertigung des Chipsatzes in 65 nm), ein WiMAX-Modul (Codenamen „Echo Peak“) und die GMA-X4500-Grafikeinheit.
Zuerst kamen Notebooks mit PM45-Chipsatz und dann am 5. August 2008 durch die Chipsätze GM45 und GM47 ergänzt wurden, die dann X4500-HD-Grafikeinheiten beinhalteten.
| Intel 4 Express 'Cantiga' | Eigenschaften |
| ------------------------- | --- |
| GL40                      | Abgespeckte Version der GM45: - DDR2/DDR3 667-MHz - Maximal 4 GB RAM - Interne Grafikkarte 380 MHz - Keine Unterstützung von: - DisplayPort, Intel VT, Intel TxT, TPM                                                                                    |
| PM45                      | - DDR2 667-, 800-MHz - DDR3 667-, 800-, 1066-MHz - Maximal 8 GB RAM (256, 512, 1 GB, 2 GB Module) - Intel TxT, Intel VT, Dual Channel, TPM 1.2, ACPI S0, S3, S4, S5, Intel AMT 4.0 - 2 × SDVO Ports, 2 × HDMI/DVI Ports, 3 × DisplayPort (1, 2, 4 Lanes) |
| GM45                      | Erweiterte Version der PM45: - 533 MHz X4500-Grafikkarte |
| GS45                      | Erweiterte Version der GM45: - Low-Power & High-Power Konfiguration |
| GS47                      | ? |